# Platysteira albifrons
Platysteira albifrons là một loài chim trong họ Platysteiridae.